# Мои любимые мужчины
Мои любимые мужчины (итал. Amori miei) — итальянская кинокомедия режиссёра Стено с Моникой Витти, Джонни Дорелли и Энрико Мария Салерно в главных ролях, выпущенная 21 декабря 1978 года.

## Сюжет
Анна состоит в браке с Марко, которым она пренебрегает, хотя и глубоко его любит. Таким образом, она решила найти другого мужа, без ведома Марко. С оправданием иметь обязанность, проводит свое время, попеременно с одним и с другим мужчичной, и всё это, как кажется, работают.
Но в один прекрасный день Анна узнает, что беременна, и не может определить, чей это ребенок. Решает сделать так, что Марко и Антонио узнав о её беременности, стали друзьями, чтобы потом заставить их жить мирно вместе с ней и с ребенком.